# Калинина, Галина Алексеевна
Гали́на Алексе́евна Кали́нина (род. 1948) — советская и российская оперная певица (сопрано). Народная артистка РСФСР (1984).

## Биография
Родилась в посёлке Осиновая Роща Ленинградской области в семье служащих. В детстве училась в музыкальной школе по классу фортепиано, участвовала в кружках художественной самодеятельности, пела в хоре. После окончания средней школы начала работать и одновременно заниматься вокалом в музыкальной школе имени И. О. Дунаевского.
В дальнейшем поступила в Музыкальное училище имени Гнесиных (класс М. П. Александровской). Окончив училище в 1972 году, пробовалась в стажёрскую группу Большого театра, но неудачно. В 1973 году поступила в Музыкально-педагогический институт имени Гнесиных и была принята в стажёрскую группу Большого театра.
С 1973 по 1992 — солистка Большого театра.
Со второй половины 1980-х годов началась международная карьера певицы. В 1986 году гастролировала вместе с труппой Шотландской оперы в Лондоне, Глазго и Эдинбурге. В 1987 году открывала сезон в театре «Колон» в Буэнос-Айресе (партия Лизы в «Пиковой даме»). Участвовала в спектаклях театра Ковент-Гарден. В 1993 году состоялся дебют в театре Ла Скала. Калинина исполнила заглавную партию в опере У. Джордано «Федора».
С 1990-х живёт и работает в Германии. Имеет большой концертный репертуар, включающий произведения Дебюсси, Верди, Глинки, Чайковского, Рахманинова и Прокофьева, арии из опер и оперетт, романсы. Выступала с программой из ранних произведений И. Стравинского. Также вместе с органистом О. Янченко впервые исполнила в России ораторию Г. Генделя «Радости, печали и горе».
Выступала с такими известными певцами и дирижёрами, как Владимир Атлантов, Юрий Мазурок, Ирина Архипова, Елена Образцова, Тамара Синявская, Пласидо Доминго, Мирелла Френи, Хосе Каррерас, Зураб Соткилава, Владислав Пьявко, Марк Эрмлер и Евгений Светланов.

## Репертуар
- «Риголетто» Дж. Верди — Паж, Графиня Чепрано
- «Октябрь» В. И. Мурадели — Манюша, Марина
- «Чио-Чио-сан» Дж. Пуччини — Кэт, Чио-Чио-сан
- «Царская невеста» Н. А. Римский-Корсаков — Сенная девушка
- «Руслан и Людмила» М. И. Глинка — Горислава
- «Евгений Онегин» П. И. Чайковский — Татьяна Ларина
- «Война и мир» С. С. Прокофьев — Наташа Ростова
- «Борис Годунов» М. П. Мусоргский — Ксения, Марина Мнишек
- «Зори здесь тихие» К. В. Молчанов — Лиза Бричкина
- «Иоланта» П. И. Чайковский — Иоланта
- «Сказание о невидимом граде Китеже и деве Февронии» Н. А. Римский-Корсаков — Феврония
- «Каменный гость» А. С. Даргомыжский — Донна Анна
- «Дон Карлос» Дж. Верди — Елизавета Валуа
- «Князь Игорь» А. П. Бородин — Ярославна
- «Трубадур» Дж. Верди — Леонора
- «Бал-маскарад» Дж. Верди — Амелия
- «Тоска» Дж. Пуччини — Флория Тоска
- «Паяцы» Р. Леонкавалло — Недда
- «Двое Фоскари» Дж. Верди — Лукреция
- «Пиковая дама» П. И. Чайковский — Лиза
- «Похищение луны» О. В. Тактакишвили — Тамар
- «Испанский час» М. Равель — Консепсион
- «Тангейзер» Р. Вагнер — Елизавета
- «Федора» У. Джордано — Федора
- «Аида» Дж. Верди — Аида
- «Макбет» Дж. Верди — Леди Макбет
- «Набукко» Дж. Верди — Абигайль
- «Отелло» Дж. Верди — Дездемона
- «Турандот» Дж. Пуччини — Турандот

## Дискография
Записи оперных спектаклей (DVD):
- «Борис Годунов» М. П. Мусоргский. Борис Годунов — Евгений Нестеренко, Самозванец — Владислав Пьявко, Марина Мнишек — Ирина Архипова, Пимен — Валерий Ярославцев, Ксения — Галина Калинина, хор и оркестр Большого театра СССР, дирижёр — Борис Хайкин, 1978 год.
- «Паяцы» Р. Леонкавалло. Канио — Владимир Атлантов, Недда — Галина Калинина, Беппе — Владимир Богачёв, Сильвио — Игорь Морозов, хор и оркестр Большого театра СССР, дирижёр — Альгис Жюрайтис, 1985 год.
- «Иоланта» П. И. Чайковский. Иоланта — Галина Калинина, Водемон — Лев Кузнецов, Роберт — Игорь Морозов, Король Рене — Артур Эйзен, Ибн Хакиа — Владимир Мальченко, хор и оркестр Большого театра СССР, дирижёр — Рубен Вартанян, 1982 год.
- «Набукко» Дж. Верди. Набукко — Вальтер Донати, Абигайль — Галина Калинина, Захария — Алессандро Телига, Измаил — Михаил Агафонов, Венский филармонический оркестр, дирижёр — Мишель Лесски, 2000 год.

Записи оперных спектаклей (CD):
- «Война и мир» С. С. Прокофьев. Наташа Ростова — Галина Калинина, Андрей Болконский — Юрий Мазурок, Пьер Безухов — Евгений Райков, Элен Безухова — Тамара Синявская, хор и оркестр Большого театра СССР, дирижёр — Марк Эрмлер, 1981 год.
- «Сказание о невидимом граде Китиже и деве Февронии» Н. А. Римский-Корсаков. Князь Юрий — Александр Ведерников, Всеволод — Евгений Райков, Феврония — Галина Калинина, Гришка Кутерьма — Владислав Пьявко, хор и оркестр Большого театра СССР, дирижёр — Евгений Светланов, 1983 год.

## Награды и звания
- Лауреат Международного конкурса музыкантов-исполнителей в Женеве (1973)
- 3-я премия на Международном конкурсе им. П. И. Чайковского (1974)
- Гран-при на Международном конкурсе молодых оперных певцов в Братиславе (1976)
- Орден «Знак Почёта» (1981)
- Народная артистка РСФСР (1984)